# دانشکده ملی فرانسه برای دادگستری
دانشکده ملی فرانسه برای دادگستری (فرانسوی: École nationale de la magistrature یا ENM) یک دانشکده تحصیلات تکمیلی در فرانسه است، که در آن قضات و دادستان‌های فرانسوی آموزش می‌بینند. این دانشکده با حکم ۲۲ دسامبر ۱۹۵۸ به عنوان «مرکز ملی مطالعات قضایی» ایجاد شد. این دانشکده در سال ۱۹۷۲ به دانشکده ملی فرانسه برای دادگستری تبدیل شد. این دانشکده در شهر بوردو قرار دارد و دارای مکانهایی در پاریس است.

## آموزش اولیه
هدف آموزش ارائه شده توسط دانشکده ملی فرانسه برای دادگستری آموزش قضات و دادستان‌های عمومی است که برای کلیه پست‌ها و همچنین در دادسرا در دادگاه‌های بدوی مناسب است.
وظایف قضایی:
- قاضی دادگاه دی Grande Instance
- به عنوان مثال قاضی (دعاوی کوچک)
- قاضی تحقیق
- قاضی دادگاه نوجوانان
- قاضی مشروط
- معاون دادستان عمومی

یک قاضی یا معاون دادستان عمومی باید قبل از ورود به دانشکده ملی فرانسه برای دادگستری لیسانس حقوق (که به سه سال تحصیل نیاز دارد) و کارشناسی ارشد حقوق (که به دو سال تحصیل نیاز دارد) را تکمیل کند. پذیرش از طریق امتحان ورودی انجام می‌شود، که افراد معمولاً پس از گذراندن تحصیلات اختصاصی در کلاس مقدماتی تحصیلات تکمیلی می گذرانند.
در سال ۲۰۱۳، ۲۲۸۰ نفر کاندید شدند. در میان آنها ۲۱۴ نفر پذیرفته شدند. برای پذیرش در دانشکده ملی فرانسه برای دادگستری، تابعیت فرانسه لازم است.